# OV-språk
Inom lingvistik är ett OV-språk ett språk i vilket objektet vanligtvis kommer före verbet. Ungefär 47% av alla dokumenterade språk klassificeras som OV-språk. 
Ett exempel på ett OV-språk är japanska, medan svenska är ett VO-språk.
Japanska: Inu ga neko (objekt) o oikaketa (verb) [bokstavligen: "hunden katten jagade"]
Svenska: Hunden jagade (verb) katten (objekt)